# NGC 6369
NGC 6369 (również Mgławica Mały Duch lub Duszek) – mgławica planetarna znajdująca się w konstelacji Wężownika. Została odkryta 21 maja 1784 przez Williama Herschela. Mgławica ta jest odległa o około 2000 lat świetlnych od Ziemi.

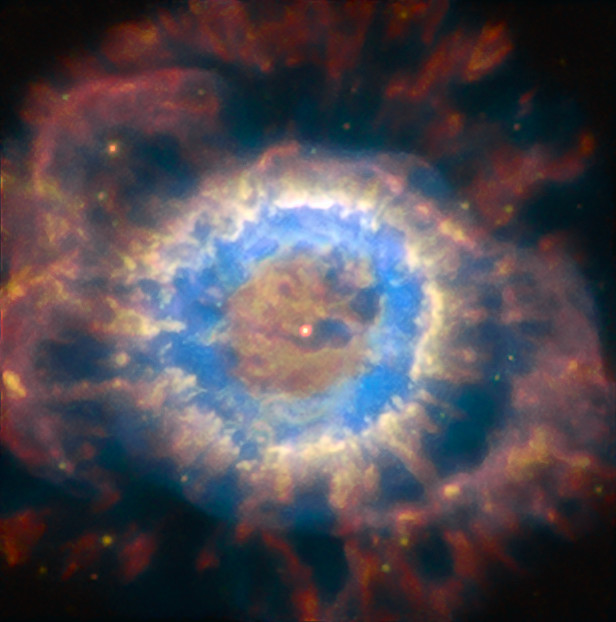
Zbliżenie NGC 6369, zdjęcie wykonane przy wykorzystaniu optyki adaptatywnej (ESO)

NGC 6369 jest stosunkowo słabą mgławicą, przez co otrzymała nazwę Mgławica Mały Duch. Centralna gwiazda mgławicy, HD 158269, znajdująca się blisko jej środka, przekształciła się w białego karła. Promieniuje ona silnie w ultrafiolecie oświetlając rozszerzającą się mgławicę. Główny pierścień mgławicy ma około 1 roku świetlnego średnicy.